# Robert Luty
Robert Luty (ur. 22 maja 1975 w Warszawie) – polski perkusista, muzyk sesyjny. Członek grupy Poluzjanci. Współpracował z grupą Sistars, Ewą Bem, Moniką Brodką, Dorotą Miśkiewicz, Anią Szarmach, Markiem Napiórkowskim, Krzesimirem Dębskim, Michałem Wiśniewskim, grupą Golec uOrkiestra, Alicją Janosz, Edytą Górniak, Robertem Janowskim, Jurkiem Filarem, Kasią Cerekwicką, Mietkiem Szcześniakiem, Krzysztofem Krawczykiem, grupą Trzecia Godzina Dnia i innymi.
Drugą pasją Roberta Lutego są rajdy samochodowe. Startuje w nich od kilku sezonów w Subaru Legacy. Od sezonu 2017 bierze udział w Historycznych Rajdowych Samochodowych Mistrzostwach Polski (HRSMP).